# Extra 300
Extra Flugzeugbau EA300 – wysokowyczynowy samolot akrobacyjny zaprojektowany przez niemieckiego pilota akrobacyjnego Waltera Extrę w 1987 roku i zbudowany przez firmę Extra Flugzeugbau. Prototyp został oblatany 6 maja 1988 r. Jest jednym z najpopularniejszych samolotów akrobacyjnych na świecie, stworzonym do wykonywania akrobacji wyższej - Advanced i wyczynowej - Unlimited, a także jednym z najczęściej używanych samolotów w historii edycji Red Bull Air Race. Napędzany jest zmodyfikowanym silnikiem Lycoming AEIO-540.

## Konstrukcja
Konstrukcja bazująca na samolocie Extra 230 (drewniane skrzydła zastąpiono skrzydłami z kompozytów węglowych, pokrytych włóknem szklanym). Profil lotniczy symetryczny, kąt zaklinowania skrzydła zerowy. Skrzydła posiadają niewielki wznios, a powierzchnia samolotu pozbawiona jest nitów. Samolot dostępny jest zarówno w wersji jednomiejscowej (Extra 300S) jak i dwumiejscowej pozwalającej na szkolenie pilotów w akrobacji lotniczej.

### Wersje
- Extra 300

Podstawowa oryginalna wersja dwumiejscowa.
- Extra 300S

Wersja jednomiejscowa ze zredukowaną o 50cm rozpiętością skrzydeł i powiększonymi lotkami.
- Extra 330SX

Ulepszona wersja 300S z mocniejszym silnikiem Lycoming AEIO-580 (330KM, 246kW). Wersja została zastąpiona przez 330SC.
- Extra 300SP

300SP miała zredukowaną wagę w porównaniu do 300S i zmieniony ogon na taki jak w 330SX. Została zastąpiona przez 330SC.
- Extra 300SHP

300SHP (HP=High performance, wysoka wydajność) niecertyfikowana wersja 300SP z silnikiem AEIO-580.
- Extra 300SR

Extra 300SR jest zmodyfikowaną wersją samolotu używaną w zawodach Red Bull Air Race, z zastosowanymi elementami mechanizacji skrzydła.
- Extra 300L

Extra 300L jest napędzaną silnikiem Lycoming AEIO-540 dwuosobową wersją samolotu ze skrzydłami zamocowanymi niżej na krótszym niż w pozostałych wersjach kadłubie. Rozpiętość została zredukowana od 8m do 7,39m, zastosowano ulepszone lotki umożliwiające na osiągnięcie prędkości obrotu na poziomie 400 stopni na sekundę. Jest to najbardziej popularna wersja samolotu i w pełni certyfikowana przez FAA i EJAA.
- Extra 300LP

300LP ("P" - performance) jest lżejszą wersją 300L, ze zmienioną konstrukcją umożliwiającą większą wydajność w akrobacji samolotowej.
- Extra 330SC

Extra 330SC napędzana silnikiem Lycoming AEIO-580 jednomiejscowa wersja zaprojektowana by sprostać wyzwaniom akrobacji klasy Unlimited. Obecnie jest jedyną jednomiejscową wersją samolotu akrobacyjnego produkowaną przez Extra Flugzeugbau.
- Extra 330LX

Extra 330LX jest napędzaną silnikiem Lycoming AEIO-580 wersją dwumiejscową.
- Extra 330LT

Extra 330LT jest napędzaną silnikiem Lycoming AEIO-580 wersją dwumiejscową, używaną jako samolot turystyczny. Zastosowano szklany kokpit oraz zmniejszono prędkość obrotu w porównaniu z wersją 330LX.

## Użytkownicy

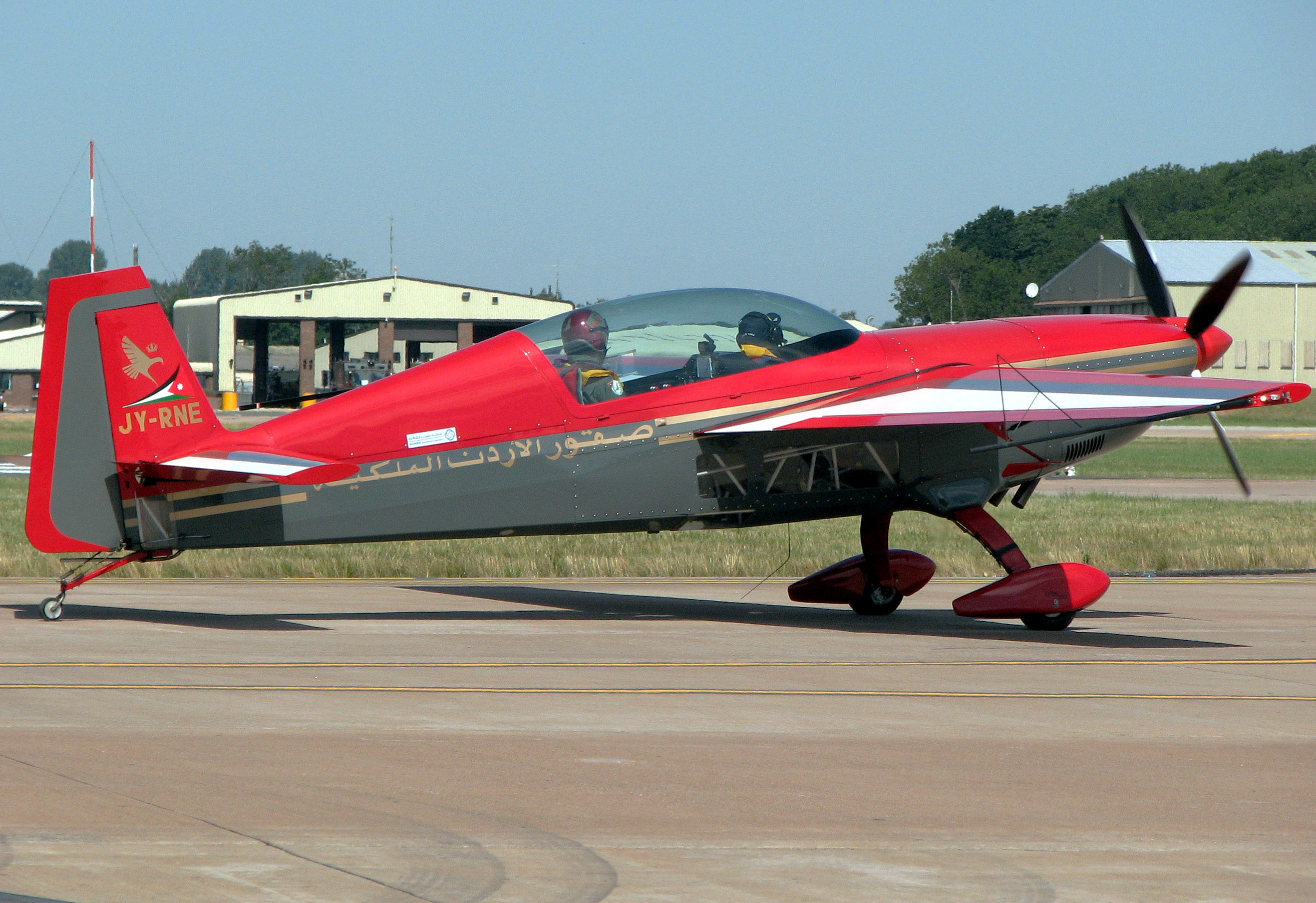
Extra 300 zespołu Royal Jordanian Falcons

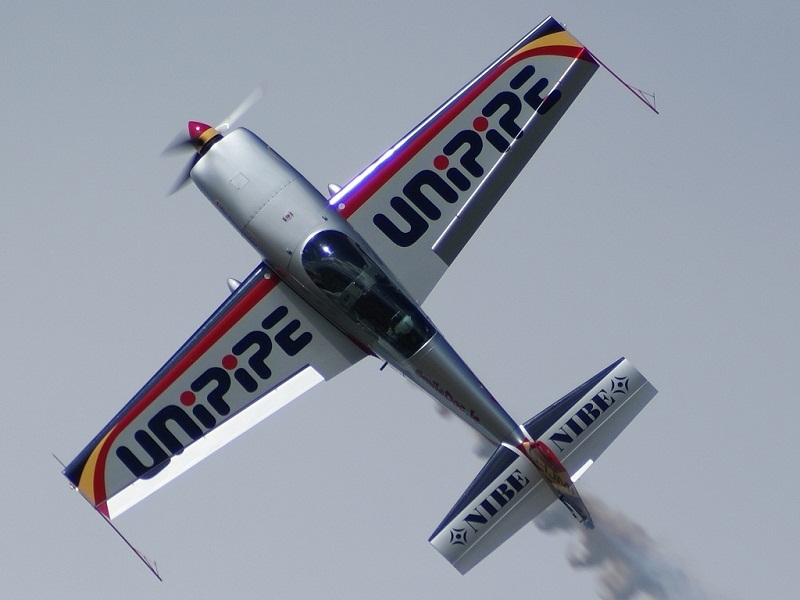
Samolot Extra 300L G-IJMI

Extra 300 używana jest przez wiele grup akrobacyjnych, między innymi przez Grupę Akrobacyjną „Żelazny”, Royal Jordanian Falcons, The Blades, chilijski Air Force High Acrobatics Squadron i Królewskie Malezyjskie Siły Powietrzne. Także Francuskie Siły Powietrzne posiadają 3 treningowe samoloty tego typu.